# Всемирная федерация стрельбы из лука
Всемирная федерация стрельбы из лука (англ. World Archery Federation, сокр. WA; до 2011 - Международная федерация стрельбы из лука (фр. Fédération Internationale de Tir à l'Arc, сокр. FITA)) — управляющая организация мировой стрельбы из лука. Объединяет 169 национальных федераций. Штаб-квартира находится в швейцарском городе Лозанна. Президентом FITA/WA с 2005 является Угур Эрденер (Турция).

## Дисциплины
- Стрельба из лука
- Стрельба из лука на открытом воздухе
- Стрельба из лука в помещении
- ЗД стрельба из лука
- Паралимпийская стрельба из лука

Кроме этих видов развиваются и другие дисциплины стрельбы из лука: снежный биатлон (лук вместо ружья), полётная стрельба на дальность, беговой биатлон и ряд прочих видов,

## История
Стрельба из лука как вид спорта зародилась в Швейцарии в XV веке. Современные правила сложились в конце XIX века. В 1900 году стрельба из лука включена в программу Олимпийских игр, что послужило её широкому распространению во многих странах.
В 1931 году во Львове (Польша, ныне — Украина) была образована Международная федерация стрельбы из лука (фр. Fédération Internationale de Tir à l'Arc, сокр. FITA), в состав которой вошли 7 стран — Венгрия, Италия, Польша, США, Франция, Чехословакия, Швеция. В том же году проведён первый чемпионат мира.
Стрельба из лука входила в программу Олимпийских игр до 1920 года (в 1904 и 1908 в соревнованиях участвовали и женщины). С 1972 года стрельба из лука вновь в программе Олимпиад.
С 1969 года проводятся чемпионаты мира по стрельбе из лука на открытом воздухе, а с 1991 — и в помещении. С 2003 проходят чемпионаты мира по 3Д стрельбе из лука, с 1998 - по снежному батлону, с 1999 — по полётной стрельбе, с 2019 — по стрельбе из лука на бегу.
С первых Паралимпийских игр 1960 года в программу этих соревнований для спортсменов с ограниченными возможностями входит паралимпийская стрельба из лука. С 1998 по этому виду стрельбы проводятся чемпионаты мира.

### Президенты FITA/WA
- 1931 —  Мечислав Фулярский
- 1931—1939 —  Бронислав Пешчала
- 1946—1949 —  Поль Демар
- 1949—1957 —  Хенри Чельссон
- 1957—1961 —  Оскар Кесселс
- 1961—1977 —  Инджер Фрит
- 1977—1989 —  Франческо Ньекки-Русконе
- 1989—2005 —  Джеймс Истон
- с 2005 —  Угур Эрденер

## Виды луков на официальных соревнованиях
На официальных соревнованиях под эгидой WA используются следующие виды луков:
- Классический (олимпийский) лук (recurvebow — RB);
- Блочный лук (compoundbow — CB);
- Традиционный (голый) лук (barebow — BB);
- Длинный лук (longbow — LB);
- Композитный лук (instinctivebow — IB).

### Стрельба из лука
- Олимпийские игры:

на Олимпийских играх разыгрываются награды в классическом луке среди мужчин и женщин (личный, командный и смешанный разряды).
- Чемпионаты мира:

на чемпионатах мира разыгрываются награды в классическом и блочном луках среди мужчин и женщин (личный, командный и смешанный разряды).
- Кубок мира:

на Кубке мира разыгрываются награды в классическом и блочном луках среди мужчин и женщин (личный, командный и смешанный разряды).

### Стрельба из лука на открытом воздухе
- Чемпионаты мира:

на чемпионатах мира разыгрываются награды в классическом, блочном и традиционном луках среди мужчин и женщин (личный, командный и смешанный разряд).

### Стрельба из лука в помещении
- Чемпионаты мира:

на чемпионатах мира разыгрываются награды в классическом и блочном луке среди мужчин и женщин (личный и командный разряды).

### Паралимпийская стрельба из лука
- Паралимпийские игры:

на Паралимпийских играх разыгрываются награды в классическом, блочном и W1 луке среди мужчин и женщин (личный и смешанный разряды).
- Чемпионаты мира:

на чемпионатах мира разыгрываются награды в классическом, блочном и W1 луке среди мужчин и женщин (личный, парный и смешанный разряды) и в двух классах для слабовидящих спортсменов.

### ЗД стрельба из лука
- Чемпионаты мира:

на чемпионатах мира разыгрываются награды в блочном, традиционном, длинном и композитном луках среди мужчин и женщин (личный и смешанный разряды и командные турниры).

## Структура WA
Высший орган Всемирной федерации стрельбы из лука — Конгресс, который созывается один раз в два года. В работе Конгресса приглашаются принять участие все национальные федерации, являющиеся членами WA.
Руководящий орган WA — Исполнительный совет, избираемый Конгрессом. Совет состоит из президента WA, 1-го вице-президента, трёх вице-президентов, генерального секретаря, 7 членов, председателей двух комитетов.
В составе Совета образуется Исполнительный комитет (Исполком). Он состоит из президента, 1-го вице-президента, одного вице-президента и генерального секретаря. Исполком осуществляет повседневное руководство WA и обеспечивает выполнение решений Конгресса и Исполнительного совета.
В рамках WA созданы Советы (антидопинговый, юстиции и этики, финансовый и аудиторский, по выборам) и Комитеты (атлетов, тренерский, по уставу и правилам, по полевой и 3Д стрельбе, судейский, по медицине и спортивной науке, по паралуку, по стрельбе, технический).
WA разделена на 5 континентальных ассоциаций (Европейская, Азиатская, Африканская, Панамериканская, Океании), которые являются структурными подразделениями WA. Они полномочные представители WA в своих географических зонах. Национальные федерации являются одновременно членами WA и своей континентальной ассоциации.

### Руководство
- Президент —  Угур Эрденер.
- 1-й вице-президент —  Йорг Брокамп.
- Вице-президент —  Хан Гю Хён.
- Вице-президент —  Мария Гавирия.
- Вице-президент —  Марио Скарцелла.
- Генеральный секретарь —  Томас Дилен.

## Члены WA

### Европа
50 национальных федераций: Австрия, Азербайджан, Албания, Андорра, Армения, Белоруссия, Бельгия, Болгария, Великобритания, Венгрия, Германия, Греция, Грузия, Дания, Израиль, Ирландия, Исландия, Испания, Италия, Кипр, Косово, Латвия, Литва, Лихтенштейн, Люксембург, Мальта, Молдавия, Монако, Нидерланды, Норвегия, Польша, Португалия, Россия, Румыния, Сан-Марино, Северная Македония, Сербия, Словакия, Словения, Турция, Украина, Фарерские острова, Финляндия, Франция, Хорватия, Черногория, Чехия, Швейцария, Швеция, Эстония.

### Азия
41 национальная федерация: Афганистан, Бангладеш, Бахрейн, Бутан, Восточный Тимор, Вьетнам, Гонконг, Индия, Индонезия, Иордания, Ирак, Иран, Йемен, Казахстан, Катар, Китай, КНДР, Кувейт, Кыргызстан, Лаос, Ливан, Макао, Малайзия, Монголия, Мьянма, Непал, ОАЭ, Пакистан, Палестина, Саудовская Аравия, Сингапур, Сирия, Таджикистан, Таиланд, Тайвань, Туркменистан, Узбекистан, Филиппины, Шри-Ланка, Южная Корея, Япония.

### Африка
33 национальные федерации: Алжир, Бенин, Гана, Гвинея, Джибути, Египет, Зимбабве, Камерун, Кения, Коморские Острова, ДР Конго, Кот-д’Ивуар, Лесото, Ливия, Маврикий, Мавритания, Мадагаскар, Малави, Мали, Марокко, Намибия, Нигер, Нигерия, Руанда, Сенегал, Сомали, Судан, Сьерра-Леоне, Того, Тунис, Уганда, Чад, ЮАР.

### Америка
32 национальные федерации: Аргентина, Багамские Острова, Барбадос, Бермудские Острова, Боливия, Бразилия, Венесуэла, Виргинские Британские острова, Виргинские Острова (США), Гайана, Гватемала, Гондурас, Доминиканская Республика, Канада, Колумбия, Коста-Рика, Куба, Кюрасао, Мексика, Панама, Парагвай, Перу, Пуэрто-Рико, Сальвадор, Сент-Винсент и Гренадины, США, Тринидад и Тобаго, Уругвай, Фолклендские острова, Чили, Эквадор, Ямайка.

### Австралия и Океания
13 национальных федераций: Австралия, Вануату, Ниуэ, Новая Зеландия, Новая Каледония, Норфолк, Палау, Папуа — Новая Гвинея, Самоа, Соломоновы Острова, Тонга, Фиджи, Французская Полинезия (Таити).

## Официальные соревнования
В рамках своей деятельности Всемирная федерация стрельбы из лука отвечает за проведение следующих турниров:
- Соревнования на Олимпийских играх — один раз в 4 года (совместно с МОК);
- Чемпионаты мира — один раз в два года по нечётным годам;
- Чемпионаты мира среди юниоров — один раз в два года по нечётным годам;
- Кубок мира — ежегодно;
- Чемпионаты мира на открытом воздухе — один раз в два года по чётным годам;
- Чемпионаты мира на открытом воздухе среди юниоров — один раз в два года по чётным годам;
- Чемпионаты мира в помещении — один раз в два года по чётным годам;
- Чемпионаты мира в помещении среди юниоров — один раз в два года по чётным годам;
- Соревнования на Паралимпийских играх — один раз в 4 года (совместно с МПК);
- Чемпионаты мира по паралимпийской стрельбе — один раз в два года по нечётным годам;
- Чемпионаты мира по 3Д стрельбе — один раз в два года по нечётным годам;